# Didrik Nilsson Walter
Didrik Nilsson Waltet (Waldt), var en svensk bildhuggare verksam i Stockholm och Riga i slutet av 1600-talet.
Han var gift med Lucretia Scheldorn. Walter var elev till Niclas Schultz  (Nicolaus, Niklas, Nils) (Schutz, Schütt) i Stockholm 1672–1674 och därefter en tid för Henrik Schütz (Heinrich, Hinderik) (Schutz, Schütt), innan han slutligen fick Petter Schultz (Peter) (Schult, Schütz)] som läromästare. Han rymde från sin läroplats 1678 och är påvisbar i Riga 1679–1699 där han huvudsakligen arbetade med kyrkbänkar, altaruppsatser och krucifix i trä och i mindre omfattning arbeten utförda i sten. Han omtalas 1693 utfört das Gestühl der Schwarzenhäupter i Riga domkyrka samt en predikstol för Dingle kyrka 1697 där han året efter även utförde det nu omändrade altaret.  